# 대미지 (잡지)
대미지(영어: Damage)는 미국 캘리포니아주 샌프란시스코에서 발행된 펑크 팬진이다. 1979년 7월부터 1981년 6월까지 총 13호가 발간됐다. 대체로 36쪽 내지 48쪽 분량이었으며, 편집자는 브래드 래핀이었다. 유명한 기고자로는 제롤 비아프라, 진저 코요테, 게자 X, F. 스탑 피츠제럴드 등이 있었다. 열세 호 중 두 호는 각각 1979년과 1980년 샌프란시스코에서 열린 서부 전선 음악 예술 축제를 다룬 28쪽과 32쪽 분량의 무료 가이드로 발행됐다.
대미지는 캘리포니아주 북부와 남부의 펑크 신뿐만 아니라 국제적인 발전에도 영향을 끼쳤다. OP 매거진은 "최고의 뉴웨이브 잡지 중 하나"라고 칭했다. 샌프란시스코 이그재미너의 빌 만델은 대미지가 "펑크의 성경"같은 존재라고 언급했다. 보존가 라이언 리처드슨은 "동인지의 거물급 인사로 붐비는 주에서의 확실한 경쟁자"라고 이야기했다.